# Кзыл-Байрак (Тукаевский район)
Кзыл-Байрак — деревня в Тукаевском районе, в бассейне р. Иныш (левый приток р. Иганя), в 31 км к югу от города Набережные Челны.

## История
Основана в 1924 г. С момента образования находилась в Ахметевской волости Челнинского кантона Татарской АССР. С 10.08.1930 г. в Челнинском (с 20.04.1976 г. — Тукаевский) районе.

## Население
Число жителей: в 1938 г. — 285, в 1949 г. — 229, в 1958 г. — 192, в 1970 г. — 198, в 1979 г. — 136, в 1989 г. — 89 чел, в 2002 г.  — 103, в 2010 — 123 (татары). 

## Образование
Начальная школа, клуб.